# 지옥변
〈지옥변〉(일본어: 地獄変 지고쿠헨[*])은 1918년에 쓰인 아쿠타가와 류노스케의 대표적인 단편 소설이다. 《우지슈이모노가타리》의 〈絵仏師良秀〉라는 설화를 기반으로 하여 아쿠타가와가 독자적으로 어레인지한 작품이다. 또한 일본의 고등학교 과정에서 이 소설을 다루는 학교가 많다. 덧붙여 기반이 되고 있는 〈絵仏師良秀〉도 고등학교 과정 고전 문학 편에서 다루는 곳이 많다.
《우지슈이모노가타리》에서는 주인공 요시히데(良秀)가 '료슈(りょうしゅう)'라고 되어 있지만, 〈지옥변〉에서는 '요시히데'가 되었다.

## 줄거리
주인공인 화가 요시히데가 호리카와의 영주를 위해 지옥변의 병풍을 그리게 된다. 요시히데의 딸은 영주의 시녀이며, 효심으로 마음씨 착한 여자이다. 요시히데도 그녀를 애지중지 했지만, 영주의 시녀로 일함에 따라 요시히데가 딸과 같이 보낼 수 없게 되었다. 요시히데는 그림의 제작 과정에서 점점 미치광이가 되어간다. 최종적으로 요시히데는 그릴 수 없는 부분이 있다고 영주에게 호소, 모델이 필요하다고 하여 실제로 사람을 태운다. 그리고 그에 선택된 것이 딸이었다. 실제로 그녀가 불에 탈 때, 영주는 그 두려움 및 화가 요시히데의 집념에 압도되어 새파래졌다. 요시히데는 훌륭한 지옥변의 병풍을 완성시키지만 수일 후 방에서 목을 매고 죽는다.

## 영화화

### 영화
1969년, 도에이제작
스탭
- 제작：다나카 도모유키
- 감독：도요타 시로
- 각본：야스미 도시오
- 음악：아쿠타가와 야스시

캐스팅
- 나카무라 긴노스케（호리카와의 영주）
- 나카다이 다쓰야（화가 요시히데）
- 나이토 요코（딸）

### TV 드라마
- 1962년：NHK에서 방송. 각본은 미시마 유키오

### 그 외
- 줄거리로 즐기는 세계명작극장 - 방송 내 작품 중 하나.